# Національний інститут фтизіатрії і пульмонології імені Феофіла Яновського НАМН України
Державна установа «Національний інститут фтизіатрії і пульмонології імені Ф. Г. Яновського Національної академії медичних наук України» (НІФП НАМНУ) — головна науково-дослідна і науково-методична установа в Україні у галузі фтизіатрії та пульмонології. Знаходиться у місті Києві за адресою: вулиця Миколи Амосова, 10.

## Історія

Пам'ятник Феофілу Яновському на території інституту

Київський туберкульозний інститут був заснований 28 листопада 1922 постановою Ради Народних Комісарів № 112. В 1928 інституту присвоєно ім'я професора Ф. Г. Яновського, який був одним із засновників інституту.
З перших років заснування, в інституті розроблялися питання клініки, лікування та мікробіології захворювання, вивчалися епідеміологія туберкульозу, шляхи його поширення, профілактика, алергія та імунітет, виконувалися й розроблялися колапсохірургічні втручання (проф. М. М. Москальов, В. Х. Окзюсов, В. М. Савич).
Після Німецько-радянської війни інститут знаходиться на Байковій горі, нині — вулиця Миколи Амосова, 10.
Інститут займався подоланням санітарних наслідків війни, проведенням профілактичних заходів та лікуванням хворих на туберкульоз, проводив дослідження щодо щеплення новонароджених і дітей старшого віку (С. А. Томілін, Л. Д. Ульянов). З 1947 року в інституті почали вивчати методи специфічної терапії в експерименті (акад. В. Г. Дроботько, Р. Й. Драбкіна), а потім в клініці (проф. М. А. Клебанов, доц. Б. П. Александровський), розроблялися хірургічні втручання на каверні (П. І. Костромін, Г. Г. Горовенко).
З кінця 1952 в інституту почали резекційну хірургію легень, спочатку при туберкульозі, а потім при неспецифічних захворюваннях легень (НЗЛ) і пухлинах (М. М. Амосов, Г. Г. Горовенко, І. М. Сліпуха).
Інстутут — серед перших у колишньому СРСР впроваджував методи анестезіології та реаніматології. З 1955 на базі інституту організована перша в країні кафедра торкальної хірургії, а згодом й анестезіології.
Саме в цьому інституті з 1955 вперше в Україні під керівництвом проф. М. М. Амосова розпочато хірургічне лікування хвороб серця, в 1958 р. — вперше застосовано апарат штучного кровообігу. З 1970-х років в інституті розпочалися наукові дослідження питань пульмонології, в ньому наступила інтеграція фтизіатрії з пульмонологією.
У 1965 році перейменований у Київський науково-дослідний інститут туберкульозу і грудної хірургії імені академіка Ф. Г. Яновського. З вересня 1993 р. інститут увійшов до складу Академії медичних наук України (сьогодні Національна академія медичних наук України). З 2012 року має теперішню назву.
На території інституту розташовані:
- пам'ятник співробітникам Інституту фтизіатрії та пульмонології, полеглим у роки війни. Відкритий 1977 року, скульптор В. П. Фурсін.
- Пам'ятник Феофілу Яновському.

## Діяльність
Основними науковими напрямками діяльності інституту є:
- профілактика, діагностика, диференційна діагностика, консервативне та хірургічне лікування туберкульозу і неспецифічних захворювань легень (НЗЛ);
- епідеміологічні та організаційно-методичні проблеми фтизіопульмонології;
- патофізіологія дихання і кровообігу,
- імунологічні, генетичні та біохімічні аспекти реактивності при туберкульозі та НЗЛ.

Інститут має оснащену базу на 505 ліжок і проводить лікування понад 3 тис. хворих за рік, щороку виконує понад 300 хірургічних втручань.
В поліклінічному відділенні інституту щорічно отримують допомогу понад 15 тис. хворих на туберкульоз, неспецифічні та онкологічні захворювання легень. У 2016 році робота клінічної бази інституту була повністю автоматизована.
Фахівцями інституту опубліковано понад 25 тис. наукових праць, в тому числі понад 100 монографій, посібників, довідників, понад 130 методичних рекомендацій, 180 інформаційних листи. Створено понад 200 авторських свідоцтв та патентів на винаходи, понад 1200 раціоналізаторських пропозицій. Інститут є засновником «Українського пульмонологічного журналу», «Українського хіміотерапевтичного журналу», журналів «Астма та алергія» та «Інфузія & хіміотерапія».

## Науковці
Серед колишніх і теперішніх працівників інституту:
- Амосов Микола Михайлович — завідувач відділу (1960—1988), заступник директора (1978—1983).
- Антоненко Віталій Тимофійович — завідувач лабораторії патофізіології та патології шкіри (1963—1969).
- Білогорцева Ольга Іванівна — завідувачка відділення дитячої фтизіатрії.
- Гаврисюк Володимир Костянтинович — завідувач клініко-функціонального відділення (з 1987).
- Горовенко Григорій Гаврилович — заступник директора з наукової роботи (1966—1978), завідувач фтизіохірургічного відділення (1978—1986).
- Дзюблик Олександр Ярославович — учений секретар (1981—1991), завідувач відділення неспецифічних захворювань легень у хворих на туберкульоз (з 1991).
- Журило Олександр Анатолійович — завідувач лабораторії мікробіології та біохімії (з 1997).
- Калабуха Ігор Анатолійович — завідувач відділення торакальної хірургії (з 2008).
- Ліскіна Ірина Валентинівна — завідувачка лабораторії патоморфології (з 2009).
- Опанасенко Микола Степанович — завідувач відділення торакальної хірургії та інвазивних методів діагностики (з 2006), головний лікар інституту (з 2017), керівник Центру дитячої фтизіохірургії (з 2018).
- Радіонов Борис Васильович — завідувач відділення торакальної хірургії (1982—2008).
- Чепкий Леонард Петрович — завідувач відділу анестезіології (1962—1974).
- Шпак Оксана Іванівна — завідувачка відділу ендоскопії.

### Директори
1922—1925 — лікар М. Єфремова, 1925—1936 — професор А. І. Собкевич, 1936—1940 — проф. О. С. Мамолат. В роки Німецько-радянської війни інститутом тимчасово керували В. Л. Плющ (1940—1943), Ф. М. Дзюблик (1943—1944), Н. С. Морозовський (1944—1946). 1979—1985 — проф. В. М. Молотков, 1985—1991 — проф. О. М. Іванюта, а з 1991 — академік НАМН України, проф. Ю. І. Фещенко.